# Marc Dolez
Marc Dolez (ur. 21 października 1952 w Douai) – francuski polityk, członek Zgromadzenia Narodowego z departamentu Nord.

## Kariera polityczna
W latach 1988–2007, Dolez był członkiem Partii Socjalistycznej z ramienia której w latach 1988–1993 oraz 1997–2007 był deputowanym do francuskiego Zgromadzenia Narodowego.
W 2007 roku odszedł z Partii Socjalistycznej a rok później dołączył do Partii Lewicy założonej z inicjatywy Jean-Luca-Melenchona.